# デニス・ヴァヴロ
デニス・ヴァヴロ（Denis Vavro, 1996年4月10日 - ）は、スロバキア・トレンチーン県パルチザンスキ出身のサッカー選手。VfLヴォルフスブルク所属。スロバキア代表。ポジションはDF。

## クラブ経歴
2013年にMŠKジリナのトップチームに昇格。4月20日のASトレンチーン戦でプロデビュー。以降はBチームを往復するシーズンを送ったが、2015-16シーズンにトップチームに定着。2016-17シーズンはDF登録ながら、25試合で6ゴールを決めた。
2017年8月26日、FCコペンハーゲンと5年契約を締結。在籍した2シーズンでシーズン30試合に出場するなど、主力選手として活躍した。
2019年7月4日、SSラツィオと契約したことが発表された。
2021年2月1日、SDウエスカへの2020-21シーズン終了までのローン移籍が発表。
2022年1月24日、FCコペンハーゲンに買取オプション付きのローン移籍で復帰した。2022年7月26日に完全移籍となり、4年契約を結んだ。
2024年6月30日、VfLヴォルフスブルクにローン移籍。2025年5月19日に買取オプションが行使され、2年契約を結んだ。

## 代表経歴
2017年1月に、アブダビで行われたスウェーデン戦、ウガンダ戦に、スロバキア代表初招集。8日のウガンダ戦で、代表初ゴールを決めた。